# Ingrid Artus
Ingrid Artus (* 1967 in Erlangen) ist eine deutsche Soziologin und Hochschullehrerin an der Universität Erlangen-Nürnberg.

## Leben und akademischer Werdegang
Ingrid Artus besuchte zunächst die Wilhelm-Löhe-Schule und danach das Melanchthon-Gymnasium Nürnberg, wo sie 1986 das Abitur ablegte. Nach dem Studienabschluss 1993 als Magistra artium (M.A.) an der Friedrich-Alexander-Universität Erlangen-Nürnberg (Fächer: Soziologie; Neuere Literaturwissenschaften; Neuere Geschichte) war sie als wissenschaftliche Projektmitarbeiterin von 1993 bis 1995 am Institut für Soziologie der Universität Erlangen-Nürnberg und von 1995 bis 1997 am Institut für Soziologie der Universität Jena tätig. Mit Unterstützung eines Promotionsstipendium der Hans-Böckler-Stiftung (1998–2000) verfasste sie die Dissertation „Das deutsche Tarifsystem in der Krise“, mit der sie 2001 in Jena im Fach Soziologie mit „summa cum laude“ promoviert wurde. Danach war sie von 2001 bis 2009 als wissenschaftliche Assistentin und Akademische Rätin am Lehrstuhl für Soziologie der Technischen Universität München beschäftigt. 2008 habilitierte sie sich mit der Habilitationsschrift „Periphere und prekäre Interessenvertretung: Ein deutsch-französischer Vergleich von Beschäftigtenrepräsentation jenseits der institutionellen Norm“ an der TU München. Ab 2009 war sie zunächst als Lehrprofessorin, seit 2010 ist als Universitätsprofessorin für „Vergleichende Gesellschaftsforschung“ am Institut für Soziologie der Universität Erlangen-Nürnberg tätig.
Artus war von 2010 bis 2017 Mitherausgeberin der Zeitschrift Industrielle Beziehungen, in der sie unter anderem mehrere Schwerpunkthefte betreute.

## Forschungsaufenthalte im Ausland
Mit einem Stipendium der Fondation Maison des Sciences de l’Homme forschte sie von Oktober 2005 bis Mai 2006 am Institut de Recherches Economiques et Sociales (IRES) in Noisy-le-Grand, und mit einem Research Fellowship in den Monaten Juni/Juli 2012 im Department of Industrial Relations an der englischen University of Warwick.

## Schriften (Auswahl)
- Mit Nadja Bennewitz: Wir kommen aus dem Kampf heraus : das politische Leben der Antifaschistin Berta Backof. PapyRossa, Köln 2024, ISBN 978-3-89438-827-0.

- Herausgegeben mit P. Birke/S. Kerber-Clasen/W. Menz: Sorge-Kämpfe. Auseinandersetzungen um Arbeit in sozialen Dienstleistungen. VSA, Hamburg 2017, ISBN 978-3-89965-766-1.

- Mit C. Kraetsch, Clemens/S. Röbenack: Betriebsratsgründungen. Typische Prozesse, Strategien und Probleme – eine Bestandsaufnahme. Nomos (Edition Sigma), Baden-Baden 2015, ISBN 978-3-8487-2517-5.
- Mit S. Röbenack: Betriebsräte im Aufbruch? Vitalisierung betrieblicher Mitbestimmung in Ostdeutschland. Otto-Brenner-Stiftung, Frankfurt am Main 2015, ohne ISBN.
- Interessenhandeln jenseits der Norm. Mittelständische Betriebe und prekäre Dienstleistungsarbeit in Deutschland und Frankreich. Campus, Frankfurt am Main/New York 2008, ISBN 978-3-593-38720-8 (zugleich Habilitationsschrift, Technische Universität München 2007).
- Herausgegeben mit S. Böhm/S. Lücking/R. Trinczek: Betriebe ohne Betriebsrat. Informelle Interessenvertretung in Unternehmen. Campus, Frankfurt am Main/New York 2006, ISBN 978-3-593-37999-9.
- Herausgegeben mit R.Trinczek: Über Arbeit, Interessen und andere Dinge. Phänomene, Strukturen und Akteure im modernen Kapitalismus. Hampp, München/Mering 2004, ISBN 978-3-87988-809-2.
- Die Krise des deutschen Tarifsystems. Die Erosion des Flächentarifvertrags in Ost und West. Westdeutscher Verlag, Wiesbaden 2001, ISBN 978-3-531-13686-8 (zugleich Dissertationsschrift, Universität Jena 2001).
- Mit R. Liebold/K. Lohr/E. Schmidt/R. Schmidt/U. Strohwald: Betriebliches Interessenhandeln. Bd. 2: Zur politischen Kultur der Austauschbeziehungen zwischen Management und Betriebsrat in der ostdeutschen Industrie. Leske & Budrich, Opladen 2001, ISBN 978-3-8100-2230-1.
- Mit R. Schmidt/G. Sterkel: Brüchige Tarifrealität. Der schleichende Bedeutungsverlust tariflicher Normen in der ostdeutschen Industrie. Edition Sigma, Berlin 2000, ISBN 978-3-89404-885-3.

## Auszeichnung
Im November 2016 wurde ihr der Renate-Wittern-Sterzel-Gleichstellungspreis der Friedrich-Alexander-Universität Erlangen-Nürnberg (gemeinsam mit Judith Holland und Stefan Kerber-Clasen) verliehen.  

## Homepage
- https://www.soziologie.phil.fau.de/team/artus/

| Personendaten    | Personendaten                             |
| ---------------- | ----------------------------------------- |
| NAME             | Artus, Ingrid                             |
| KURZBESCHREIBUNG | deutsche Soziologin und Hochschullehrerin |
| GEBURTSDATUM     | 1967                                      |
| GEBURTSORT       | Erlangen                                  |